# Ontstekingssysteem

Principeschakeling
A: met onderbreker (S)
B: met thyristor (T)

Het ontstekingssysteem van een mengselmotor is het systeem van accu, bobine, stroomverdeler, onderbreker en bougies, dat op het juiste tijdstip de ontbranding van het gecomprimeerde gasmengsel verzorgt.
De uitvinding van de mengselmotor was eigenlijk alleen maar mogelijk doordat in diezelfde periode ook uitvindingen en ontdekkingen op elektrisch gebied werden gedaan die het ontstekingssysteem zouden gaan heten. Het was uiteraard onmogelijk om handmatig, telkens wanneer de zuiger met de compressieslag bezig was, even een vonkje te maken. Het bleek echter mogelijk om de lage spanning van een accu om te vormen tot een hoge spanning en daarmee een vonk te laten overspringen tussen de elektroden van een bougie en zo de ontsteking te verzorgen.

## De geschiedenis
In 1860 vindt de Belg Etienne Lenoir de bougie uit met elektrische ontsteking die zeer dicht ligt bij hetgeen wij vandaag verstaan onder elektrische ontsteking met bougie. Hij integreert de vonkinductor van Heinrich Daniel Ruhmkorff, vaak als Ruhmkorff-inductor aangeduid.
De ontsteking van een mengsel brandstof / lucht door een vonk werd beschreven door de Italiaanse natuurkundige Volta in 1777, daarna door Isaac de Rivaz voor een motor met inwendige verbranding in 1807.
Een van Robert Bosch' ingenieurs, Gottlob Honold vond de hedendaagse bougie, gecombineerd met een ontstekingssysteem uit. Deze werd gepatenteerd op 7 jan 1902. Voordien werden gloeispiralen en zelfs lappen stof gebruikt om het lucht/brandstof mengsel in een mengselmotor tot ontsteking te brengen. Er is ook een aantal patenten die een soortgelijk systeem hebben, maar Bosch maakte het systeem met de bobine in 1903 compleet.
De onderdelen van de klassieke ontsteking zijn: de onderbreker (de 'contactpuntjes'); de bobine; de condensator, de stroomverdeler en de bougie. Hieronder worden deze eerst afzonderlijk besproken waarna uiteen wordt gezet hoe deze onderdelen samenwerken.

## Onderbreker (contactpuntjes)

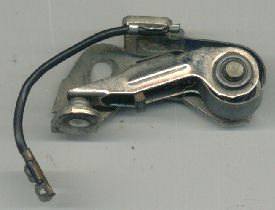
Onderbreker

De onderbreker zorgt ervoor dat de stroom door de bobine periodiek wordt onderbroken, dit geeft via de verdeler een vonk in een bougie.

## Bobine

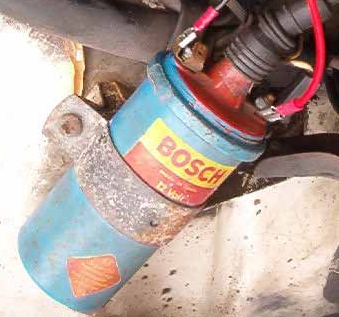
Bobine

Om een vonk te kunnen opwekken is het nodig om de accuspanning te transformeren. Dit gebeurt met een zogenaamde bobine, een transformator met een primaire spoel van een klein aantal windingen van een dikke draad en een secundaire spoel met een groot aantal wikkelingen van een dunne draad. Beide spoelen zijn concentrisch gewikkeld om een weekijzeren kern.

## Verdeler

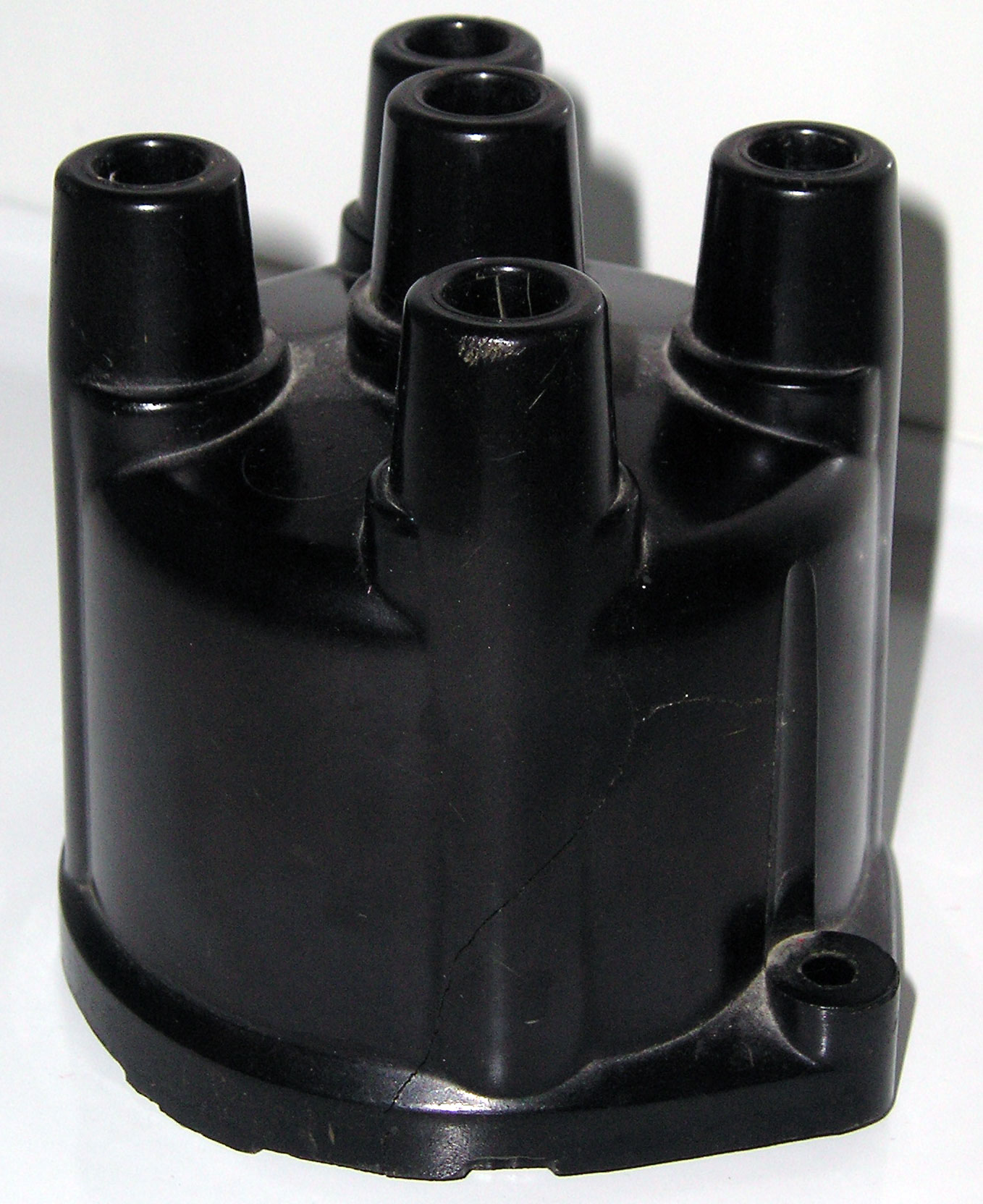
Verdelerkap

De verdeler leidt de hoge vonkspanning naar de bougies in de juiste volgorde. De verdeler bestaat uit een metalen behuizing met twee voor de verdeling relevante onderdelen: de rotor en de verdelerkap.
De rotor is een ronddraaiende kunststof arm die doorgaans via de nokkenas wordt aangedreven en daarmee synchroon draait. Midden boven op de rotor bevindt zich een messing plaatje dat elektrisch is verbonden met een contact aan het uiteinde van de arm. In sommige typen verdelers is in dit messing plaatje nog een weerstand opgenomen om radiostoring te voorkomen.
De eveneens van een isolerende kunststof vervaardigde verdelerkap heeft aan de buitenzijde één centrale aansluiting die de hoogspanning van de bobine ontvangt en (uitgaande van een viercilinder motor, zoals de kap die hiernaast is afgebeeld) vier aansluitingen voor de bougiekabels.
Aan de binnenzijde van de verdelerkap is de centrale aansluiting verbonden met een verende koolstift. Deze stift wordt door de veer tegen het centrale plaatje van de rotor gedrukt en geleidt zo de hoogspanning van de bobine naar de draaiende rotor. Aan de omtrek van de binnenzijde van de verdelerkap bevindt zich voor iedere bougie een messing contact dat door de rotor steeds wordt gepasseerd. Op dat moment van passeren (niet raken!) wordt de vonkspanning doorgegeven aan de kabel van de juiste bougie.
Omdat de rotor (uitgaande van een viertaktmotor) door de nokkenas wordt aangedreven, is het toerental daarvan de helft van dat van de krukas, zodat alleen een vonk wordt opgewekt op het moment dat een zuiger zich aan het einde van de compressieslag bevindt en niet tijdens de uitlaatslag.

## Bougie
Een bougie bestaat uit drie delen:

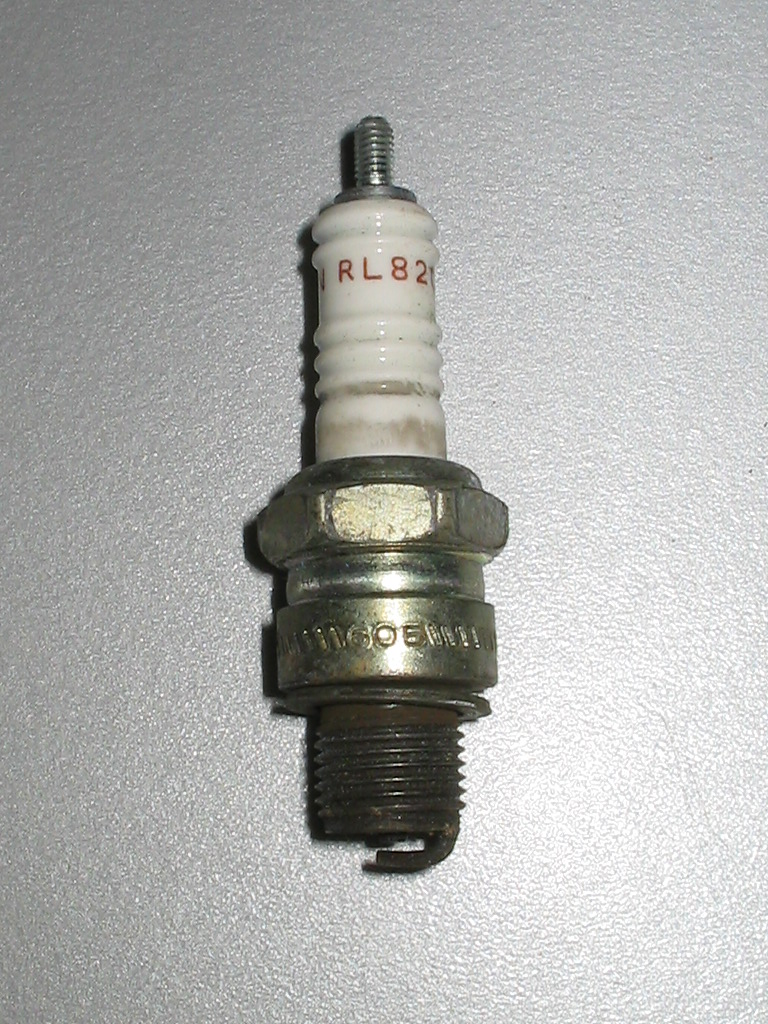
Een bougie

- het metalen bougielichaam met metrisch schroefdraad en een zeskant, waaraan ook een of meer massa-elektroden bevestigd zijn;
- een porseleinen isolator, gasdicht bevestigd in dit lichaam
- een centrale elektrode met aan de bovenzijde een bevestigingspunt voor de bougiekabel.

Het uiteinde van de centrale elektrode bevindt zich op een (door de fabrikant voorgeschreven) afstand van de massa-elektrode en over die afstand springt de vonk over. Omtrent de elektrodenafstand valt op te merken, dat men deze regelmatig moet controleren en afstellen op de door de fabrikant aangegeven waarde (bijvoorbeeld 0,6 mm). Wat de algemene toestand van de bougie betreft, deze mag niet vervuild zijn door koolafzetting of loodresten (want dan wordt er een geleidende laag over de porseleinen isolator gevormd).

## Werking van de klassieke ontsteking

Klassiek ontstekingsysteem

Om een bougie te laten vonken is de batterijspanning van de accu veel te laag. De batterijspanning wordt daarom met de bobine, een transformator, opgevoerd tot een waarde van 10.000-30.000 volt.
De onderbreker wordt geopend en gesloten door een meerkantige as (bij een viercilindermotor is deze vierkant) met afgeronde hoeken, de verdeleras. Deze wordt doorgaans door de nokkenas van de motor aangedreven en draait dus daarmee synchroon, met de helft van het toerental van de krukas. In de rusttoestand rust de aanslag van de onderbreker tegen een vlakke zijde van de verdeleras en is de stroomkring van de pluspool van de accu door de primaire wikkeling van de bobine naar de minpool (die aan het chassis ligt) gesloten. Door inductie bouwt zich in de bobine een magnetisch veld op.
De ontsteking vindt plaats op het moment dat de onderbreker opent doordat een van de hoeken van de verdeleras de aanslag bereikt en daardoor de arm van de onderbreker oplicht (de contactpunten worden geopend). Op dat moment valt het magnetisch veld weg en dat veroorzaakt een zeer snelle (steile) inductiestroomstoot met hoge spanning die zich ontlaadt over de bougie. Tussen de elektroden van de bougie overbrugt deze hoogspanning een geringe afstand door de lucht en dat geeft de ontstekingsvonk.
Hierbij speelt de condensator een belangrijke rol. Zijn taak is drieledig.
1. deze neemt de inductiestroomstoot op zodat er geen vonk ontstaat tussen de contactpunten van de onderbreker. Zonder condensator zouden de contactpunten heel snel inbranden.
2. de condensator zorgt samen met de zelfinductie van de bobine (ze vormen een zogenaamde LC-kring) voor een wisselstroom in de bobine die daardoor als transformator kan werken: een gelijkstroom kan niet worden getransformeerd.
3. de condensator zorgt voor een zo hoog mogelijke inductiespanning. Het opladen van de condensator op het moment waarop de contactpunten worden geopend, gebeurt zo snel (de stijging is zo steil) dat het magnetisch veld van de bobine veel sneller instort (plm. twintigmaal sneller) dan zonder condensator het geval zou zijn. In eenvoudige voorstelling: het in de bobine opgeslagen vermogen vloeit niet simpelweg naar de massa af, maar de bobine wordt door de condensator als het ware leeggezogen. Daardoor ontstaat aan de secundaire kant van de bobine een veel hogere spanningspiek en die zorgt ervoor dat tussen de elektroden van de bougie een heel felle vonk ontstaat.

De hoogspanning wordt met een bougiekabel naar de middenaansluiting van de stroomverdeler geleid en de op de verdeleras gemonteerde (en dus synchroon lopende) rotor zorgt ervoor dat de hoogspanning naar de juiste bougie wordt geleid.

## Magneetontsteking
Bij ééncilindermotoren, bijvoorbeeld bij brom- of motorfietsen, werd vaak magneetontsteking toegepast. Dit is een eenvoudig systeem waarbij het vliegwiel magnetisch is en langs een statorplaat draait. Op deze statorplaat zit een ontstekingsspoel (en daarnaast soms ook nog één of meerdere lichtspoelen die de lampen voeden). De geïnduceerde wisselspanning van de ontstekingsspoel wordt door een bobine zodanig verhoogd dat de bougie kan vonken. De onderbrekerpunten zitten vaak ook op de statorplaat gemonteerd. Men kan het ontstekingstijdstip afstellen door de statorplaat enkele graden te verdraaien ten opzichte van het motorblok. Voordeel: er is geen accu nodig.

## Moderne ontsteking
Moderne motoren hebben per bougie een bobine, een zogenaamd Direct Ignition (DI) systeem. De bougie dient hierbij ook als sensor voor het verbrandingsproces. De electronic control unit van het motormanagementsysteem regelt dan ook de ontsteekspanning, ontstekingstijdstip en brandstof/luchtmengsel. Omdat iedere bougie een eigen bobine heeft is er geen verdeling meer nodig van hoogspanning (verdeler en bougiekabels) en kan het motormanagement de ontstekingspulsen in laagspanning aanbieden.